# Vidià d'Aliscans
Vidià d'Aliscans o de Martras fou un personatge semillegendari, venerat com a sant en alguns pobles de l'Alta Garona (Migdia-Pirineus). És un dels sants pirinencs morts pels musulmans durant el segle viii, sobre el qual es desenvoluparen llegendes èpiques que el feien noble i cabdill cristià a la batalla d'Aliscans, confonent-lo amb el llegendari Vivià, nebot de Guillem d'Aurenja, protagonista del poema èpic del mateix nom.

## Llegenda
Vidià era fill del duc d'Alençon i d'Estàcia, en temps de Carlemany. El duc fou fet presoner pels sarraïns a una vila del Golf de Gascunya, Lucèria. Els dimonis van aconsellar els musulmans que deixessin el llibertat el duc a condició que hi deixés el seu fill com a ostatge. El duc acceptà i Vidià deixà París i anà com a presoner a Lucèria.
El sobirà d'aquesta ciutat va vendre Vidià com a esclau i fou comprat per una marxant anglesa, que la porta al seu país i l'adopta com a fill. En créixer, Vidià encapçalà una croada contra els sarraïns i amb una flota atacà Lucèria, arrasant-la. Anà llavors a París precedit de gran fama i Carlemany el nomenà duc. Abu Saïd, el sobirà musulmà, atacà llavors el sud del regne franc i assetjà Angonia, al sud de Tolosa de Llenguadoc. Vidià hi anà amb un exèrcit i lluità contra els musulmans a la riba de la Garona. Els feu fugir i els perseguí; fatigat després de molta estona cavalcant, i ferit, s'aturà vora una font i, mentre bevia, els enemics l'atacaren i el mataren. Segons una altra llegenda, quan morí, Vidià llençà la seva espasa a l'aire i, en caure de punta, va foradar el terra, fent brollar una deu d'aigua que és l'actual Font de Sant Vidià.
La nova de la mort de l'heroi animà els sarraïns, que tornaren enrere i aniquilaren l'exèrcit cristià, prenent després Angonia. Quan els musulmans marxaren, els cristians enterraren els cadàvers de Vidià i els altres soldats. A les tombes començaren a tenir lloc miracles i hi començà un culte envers els morts, tinguts per sants màrtirs. Amb el temps, el nom d'Angonia fou canviat pel de Martras o "dels màrtirs", i avui és Martras Tolosana (Alta Garona, Migdia-Pirineus).

### Confusió de Vidià amb Vivià d'Aliscans
La llegenda barreja elements presents en diverses cançons de gesta franceses, principalment Aliscans i Les enfances de Vivien, protagonitzades per Vivià, nebot de Guillem I de Tolosa. Així, a Les enfances, Vivià és fill de Garí i Eustàcia, el seu pare és fet presoner a la batalla de Roncesvalles i portat a Luiserne-sur-Mer, on és alliberat a canvi del seu fill. Vivià arriba a Luiserne com a ostatge i, quan va a morir, uns pirates el deslliuren per vendre'l com a esclau a una dona, que l'adopta com a fill. Vivià es venjarà de gran, conquerint Luiserne, i es farà cavaller, morint a la batalla d'Aliscans contra els sarraïns, en els brassos del seu oncle, també vora una font.

## El sant històric
La menció més antiga a Sant Vidià conservada, a banda de la medieval ja citada, pertany a André Du Saussay al Martyrologium Gallicanum (1637), que en dona la festa el 9 de setembre i en diu: "In Aquitania, territorio Rivensi, S. Vidiani martyris, in loco qui Martres vulgo dicitur, a Gothis Arianis propter orthodoxae fidei professionem impie trucidati" ("A l'Aquitània, territori del riu, S. Vidià màrtir, a lloc vulgarment anomenat Martras, mort pels impius gots arrians a causa de la seva professió de fe"). Des de llavors, es repetí que Vidià morí màrtir a mans dels arrians. A partir d'aquesta dada, els bol·landistes dataren el sant al segle v, quan els gots eren a la regió.
Durant la segona meitat del xviii, la història de Vidià comença a barrejar-se amb la de Vivià i s'elabora la llegenda popular.

## Veneració
El testimoni més antic del culte al sant a Martras Tolosona es troba en un document del cartulari de Sent Sernin de Tolosa (núm. 47, p. 33 de l'edició de 1888), del final del segle xii o començament del XIII: un tal Wilhelmus Ramundi i els seus parents donen a Sent Sernin l'església de Martras "et ibi corpus sancti Vidiani cum aliis sanctis" ("i en ella el cos de Sant Vidià amb altres sants"). Per la similitud del nom, de vegades ha estat confós amb Vivià i anomenat en documents Vivianus, en comptes de Vidianus.
La translació de les relíquies de Vidià i companys se celebrava a Martras el diumenge de la Trinitat, però abans del segle xix es feia el dimecres de la setmana de Pentecosta. Avui, té lloc el 27 d'agost, aniversari de la batalla on moriren. Alguns hagiògrafs, com Du Saussay, deien que la festa era el 9 de setembre; és possible que el 27 d'agost provingui de la confusió de Vidià amb el sant Vivià de Santas, honorat el 28 d'agost.
Avui és un sant de devoció local a Martras Tolosana i altres llocs propers: Sent Ibarç, a l'església de Sant Eparqui, on n'hi ha relíquies. No es troba el nom en cap martirologi medieval ni posterior, i no ha estat reconegut oficialment per l'Església Romana, per la qual cosa és un sant local.
El diumenge de la Trinitat (maig-juny) té lloc a Martras Tolosana la reconstrucció de la Batalla de Sant Vidià i la processó amb les relíquies del sant fins a la font on morí.